# 標数
標数（ひょうすう、英: characteristic）は、環あるいは体の特徴を表す非負整数のひとつ。整域の標数は 0 または素数に限られる。

## 定義
R を単位元を持つ環（単位的環）、1R をその乗法単位元とする。また、正整数 n に対し
{\displaystyle n\,1_{R}:=1_{R}+1_{R}+\dotsb +1_{R}} (n 個の和)
と定めるとき、 n 1R = 0R （0R は R の零元）なる整数 n > 0 が存在するならば、その最小値を環 R の標数という。他方、このような n が存在しないとき、環 R の標数は 0 と定める。標数が 0 でないことを表すのに正標数という用語を用いることもある。環 R の標数をしばしば ch(R), char(R) のように記す。

## 素整域・素体
R を任意の単位的環とする。単位的環 R の（単位的環としての）部分環は必ず単位元 1R を含む。したがって、1R の生成する環は全ての部分環に含まれ、R の最小の部分環となる。ここで、写像
{\displaystyle \varphi _{R}\colon \mathbb {Z} \to R;\,n\mapsto n\,1_{R}}
を 0 および負の整数 m = −n (n > 0) に対しては
{\displaystyle \varphi _{R}(0)=0_{R},\quad \varphi _{R}(m)=-(n\,1_{R})}
と定めることによって定義する。このとき、φR は環の準同型を定め、像 φR(Z) = { n 1R | n ∈ Z } は単位元 1R の生成する単位的環に一致する。一方、準同型 φR の核 Ker(φR) = { n ∈ Z | n 1R = 0 } は Z のイデアルを成すが、Z はユークリッド整域ゆえ、Ker(φR) は単項イデアル mZ（ただし m ≥ 0）で、m は R の標数 char(R) に一致する。以上より、環の準同型定理により R において 1R の生成する単位的環は m = char(R) を法とする剰余環 Z / m Z に同型である。
さらに単位的環 R が整域であるとき、φR(Z) は整域を成す。これを整域 R の素整域と呼ぶ。像が整域であることから、この準同型 φR の核は Z の素イデアルで、したがって {0} または素数 p の生成する単項イデアル (p) = p Z の形に書ける。ゆえに、いずれの整域についてもその標数は 0 か素数に限られる。
素体（そたい、prime field）は自分自身以外に部分体を持たない体のことである。体は整域であるから、上で見たことから F が正標数 p の体ならば F は必ず Z / p Z に同型なる素整域を含む。一方、Z / p Z は体であるので、正標数の体の素整域はそれ自身が素体となる。F の標数が 0 の場合には、有理整数環 Z が F に含まれるが、F が体であることから有理数体 Q（に同型な体）が F に含まれる。よって Q は標数 0 の素体である。ゆえに、素体は Q および Z / p Z （p は素数）によって（同型の違いを除いて）すべて尽くされているということができる。また、ここから標数 0 の体は必ず Q を含むので無限体であり、有限体は必ず正標数を持つことも確認できる。
体 F に対し、max(char(F), 1) を characteristic exponent という。

## 例
- Z / m Z の標数は m である（m ≥ 0）。
- 複素数体 C の標数は 0 である。
- 順序体の標数は 0 である。
- 有限体 F の位数が素数 p の冪 pf ならば、F の標数は p である。逆に、標数 p の有限体の位数は必ず p の冪になる。
- 有限体 F 上の多項式環 F[x] やローラン級数体 F((x)) などは正標数の無限整域・無限体の例である。
- 標数が素数 p である整域 R の元 x, y に対し、二項定理により (x + y)p = xp + yp が成り立つため、写像 Frob: R → R, Frob(x) = xp は環準同型となる。Frob はフロベニウス写像と呼ばれ、体論で重要な役割を果たす。
- 零環の標数は 1 である。

## 性質
ある環 R とその任意の部分環 S に対して、S の標数は R の標数に等しい。
一方、剰余環の標数は元の環の標数に等しいとは限らない。例えば、p-進整数環 Zp は Z を部分環として含み、標数 0 であるが、その唯一の極大イデアル p Zp による剰余環は Z / p Z に同型で標数は p である。環 R とそのイデアル I （とくに、DVRとその極大イデアル）に対し、 R と R/I の標数が等しい状況を等標数、異なる状況を混標数とよぶことがある。